# Liste der Kulturgüter in Fiez
Die Liste der Kulturgüter in Fiez enthält alle Objekte in der Gemeinde Fiez im Kanton Waadt, die gemäss der Haager Konvention zum Schutz von Kulturgut bei bewaffneten Konflikten, dem Bundesgesetz vom 20. Juni 2014 über den Schutz der Kulturgüter bei bewaffneten Konflikten sowie der Verordnung vom 29. Oktober 2014 über den Schutz der Kulturgüter bei bewaffneten Konflikten unter Schutz stehen.
Objekte der Kategorie A sind im Gemeindegebiet nicht ausgewiesen, Objekte der Kategorie B sind vollständig in der Liste enthalten, Objekte der Kategorie C fehlen zurzeit (Stand: 1. Januar 2023).

## Kulturgüter
| Foto |                                                                     | Objekt | Kat. | Typ | Standort                               | Beschreibung |
| ---- | ------------------------------------------------------------------- | --- | ---- | --- | -------------------------------------- | ------------ |
| BW   | Datei hochladen                                                     | Herrenhaus mit Bauernhaus und Taubenschlag / Maison de maître avec maison paysanne et pigeonnier KGS-Nr.: 06076 | B    | G   | Chemin de la Croix 2–4 537969 / 186368 |              |
| BW   | Datei hochladen · Wikidata zu Bernerhaus (mit Bemalung) (Q29890792) | Bernerhaus (mit Bemalung) / Maison bernois (avec peinture) KGS-Nr.: 11667                                       | B    | G   | Au Village 8 537897 / 186440           |              |